# キダチルリソウ属
キダチルリソウ属（キダチルリソウぞく、学名：Heliotropium、和名漢字表記：木立瑠璃草属）は、ムラサキ科の属の1つ。別名、ニオイムラサキ属（ニオイムラサキぞく）

## 特徴
種によって一年草、多年草、低木、小高木またはつる性低木。葉は基本的に互生まれに対生し、葉柄はあるものと無いものがある。葉の縁は全縁で、ふつう両面に剛毛が生えるがまれに無毛。茎先または葉腋に先が巻いた巻散状の花序をつけ、苞はあるか、またはない。花は白色から淡黄緑色、ときに青紫色がある。萼は5全裂まれに4全裂し、花後の大きさは変わらない。花冠は漏斗形になり、5裂し、花冠外面に圧毛が密生し、内面の喉部に付属体は無い。雄蕊は5個あり、花冠裂片と互生して花筒につき、短いため花筒から出ない。子房は上位で、4室あり、花柱の先端は円錐状に肥厚し、柱頭は花柱の肥厚した側面につく。果実は2または4個の分果か、2または4個の小核を含む核果となる。

## 分布
世界に約300種あり、熱帯アメリカに多い。日本には2種が分布し、数種の帰化種がある。花に芳香があり、園芸植物として栽培されているものもある。

## 分子系統学的研究の成果による属の統合
従来は、果実の特徴をもとに、スナビキソウ属（Argusia Boehm, Messerschmidia L.）、キダチスナビキ属（Tournefortia L.）などに分けられることが多かったが、分子系統学的研究の成果によって、果実の形質は分類系統を反映していないことが明らかにされ、それらの属は本属に統合されることになった。

## 種
和名および学名は特に記載がないものはYListによる。

### 日本に分布する種
- モンパノキ Heliotropium arboreum (Blanco) Mabb. - 常緑の低木で、海岸に生え、高さ2-10mになる。葉は厚く多肉質で絹毛が密生する。茎先につく集散花序の先は巻尾状になり、3-8月に小さな花を密につける。花冠は径約4mmで、5裂し、白色または帯緑白色になる。日本ではトカラ列島宝島以南の琉球諸島、小笠原諸島、南鳥島に分布する。世界では台湾、海南島、熱帯アジア、アフリカ、オーストリア、太平洋諸島などの熱帯域に広く分布する。別名、ハマムラサキノキ[1]。
- スナビキソウ Heliotropium japonicum A.Gray - 多年草、海岸砂地に生え、茎の高さは25-30cmになり、密に毛が生える。葉はやや厚く多肉質で両面に圧毛が生える。茎先に短い花序を出して、5-8月に白色の花をつける。花には芳香がある。花冠は径約8mmで、5裂する。日本では北海道、本州、九州（北部）に分布する。世界では、種として、モンゴル、中央アジア、シベリア、ヨーロッパに分布する。別名、ハマムラサキ[1]。

### 日本に帰化している種
- ナンバンルリソウ Heliotropium indicum L. - 熱帯アジア原産の帰化種。一年草、茎の高さは10-30cm、ときに50cmに達し、やや多肉質でよく分枝する。葉は基部では対生し、上部で互生する。縁は波状になり、表面の葉脈がへこんでしわになり、葉柄がある。茎の先端に長い巻散花序をつけ小さな花を片側に密につける。花冠は白色または淡青色で、径約3-4mmになり、先は5裂する。世界の熱帯、亜熱帯に広く帰化し、雑草化しており、日本では、沖縄本島、八重山群島、小笠原諸島の父島などに帰化し、海岸や道ばたに生える[3][6]。横浜市での採集の記録もある[3]。
- アレチムラサキ Heliotropium curassavicum L. - 熱帯アメリカ原産の帰化種。海岸に多く、全体が無毛で白緑色を帯びる。葉は倒披針形でやや多肉質、短い葉柄がある。花は白色[1]。神奈川県、新潟県、大阪府からの採集の報告がある[3]。
- ダキバニオイムラサキ Heliotropium amplexicaule Vahl - 南アメリカ原産の帰化種。葉は倒披針形で葉柄はなく、基部は茎を抱く。花は紫色から青紫色。関東地方以西に帰化している[1]。

### 主な園芸種
- キダチルリソウ Heliotropium arborescens L. - 英名 Heliotrope（ヘリオトロープ）。南アメリカペルー原産の小低木で古くから栽培されている。高さは0.5-1mになり、よく分枝し、茎や枝は緑色で紫褐色を帯び、茎に硬い毛がある。葉は互生し、楕円形で縁は全縁、表面の細かな葉脈がくぼむため、ひだ状のしわが目立つ。茎先に散房状の集散花序をつくり、淡紫色から紫色の多数の小さな花を密につける。花冠は径約3mmで上部が5裂する。特有の芳香があり、古くから香料に用いられてきた。原産地ではアンデス山脈の西側の乾燥した砂地や岩礫地に生育する。別名、ニオイムラサキ[4][6]。
- ヨウシュキダチルリソウ Heliotropium europaeum L.[4]- ヨーロッパ南部原産の一年草、園芸種。茎や葉に灰白色の毛が密生する。花序は大きく、花冠は径約4mmで白色または青すみれ色。秋に播種し温床で越冬すれば、茎の高さ40-50cmになり、初夏咲きになる。芳香は薄い[4]。本属のタイプ種[2]。

## 名前の由来
和名キダチルリソウ属のキダチルリソウは、「木立瑠璃草」の意で、同じムラサキ科のルリソウに似て、木本であるという意味。また、属名 Heliotropium は、ギリシャ語で helios（太陽） +  trope（回転） からなる語で、「太陽に向かって動く」の意味で、花序が太陽に向かって回ると古くから信じられてきたことによる。

## ギャラリー
- モンパノキ
- H. indicum
ナンバンルリソウ
- H. curassavicum
アレチムラサキ
- H. amplexicaule
ダキバニオイムラサキ
- H. arborescens
キダチルリソウ（ヘリオトロープ）